# Cesare Tacchi
Cesare Tacchi (Roma, 1940 – Roma, 2014) è stato un artista italiano.
Partecipò con Giosetta Fioroni, Tano Festa, Franco Angeli, Pino Pascali, Francesco Lo Savio, Sergio Lombardo, Renato Mambor, Jannis Kounellis, Mario Schifano e Umberto Bignardi al movimento artistico Scuola di piazza del Popolo, nato negli anni sessanta, a Roma, che si riunivano al Caffè Rosati a Piazza del Popolo o presso la Galleria della Tartaruga di Plinio de Martiis. Iniziò a esporre a 19 anni nel 1959 con Mario Schifano e Renato Mambor.

## Opere
È noto per:
- le sue originali "tele imbottite", in cui donava tridimensionalità alle sue opere mediante l'uso di tappezzerie e delle relative imbottiture, su cui poi dipingeva con smalto nero: sono realizzate con questa tecnica opere come "I guardiani della primavera pop" e "Primavera allegra", con riferimenti anche ai motivi floreali di Pisanello e Botticelli;
- i suoi mobili impossibili: divani, poltrone, sedie, tutte inutilizzabili;
- le sue performance, come Cancellazione d'artista, presentata a La Tartaruga nel maggio 1968 in occasione della rassegna Il Teatro delle Mostre, in cui Tacchi dietro un vetro trasparente, gradualmente "cancella" la sua figura stendendo un velo di pittura sul diaframma che lo separa dal pubblico.[1]

Alcune sue opere sono:
- Cesare Tacchi, "I guardiani della primavera pop", Collezione privata[2]
- Cesare Tacchi, "Schedario degli dei", Collezione privata[3]
- Cesare Tacchi, "Renato e poltrona", Collezione privata[4]
- Cesare Tacchi, "La mano nei capelli", Collezione Intesa Sanpolo - Gallerie d'Italia Napoli[5]
- Cesare Tacchi, "Per i Beatles" (1965), Collezione Roberto Casamonti - Firenze

Sosteneva: "Ho coniato una frase. L’arte è la maestria di dare forma al caso. Per me è un concetto importante questo, poiché non so neanche cosa può uscire dal mio lavoro. Come oggetto di ricerca può venir fuori qualsiasi cosa."